# Gulvingad saltlöpare
Gulvingad saltlöpare (Pogonus luridipennis) är en skalbaggsart som först beskrevs av Ernst Friedrich Germar 1823.  Gulvingad saltlöpare ingår i släktet Pogonus, och familjen jordlöpare. Enligt den svenska rödlistan är arten sårbar i Sverige. Arten förekommer i Götaland. Artens livsmiljö är havsstränder.

## Bildgalleri

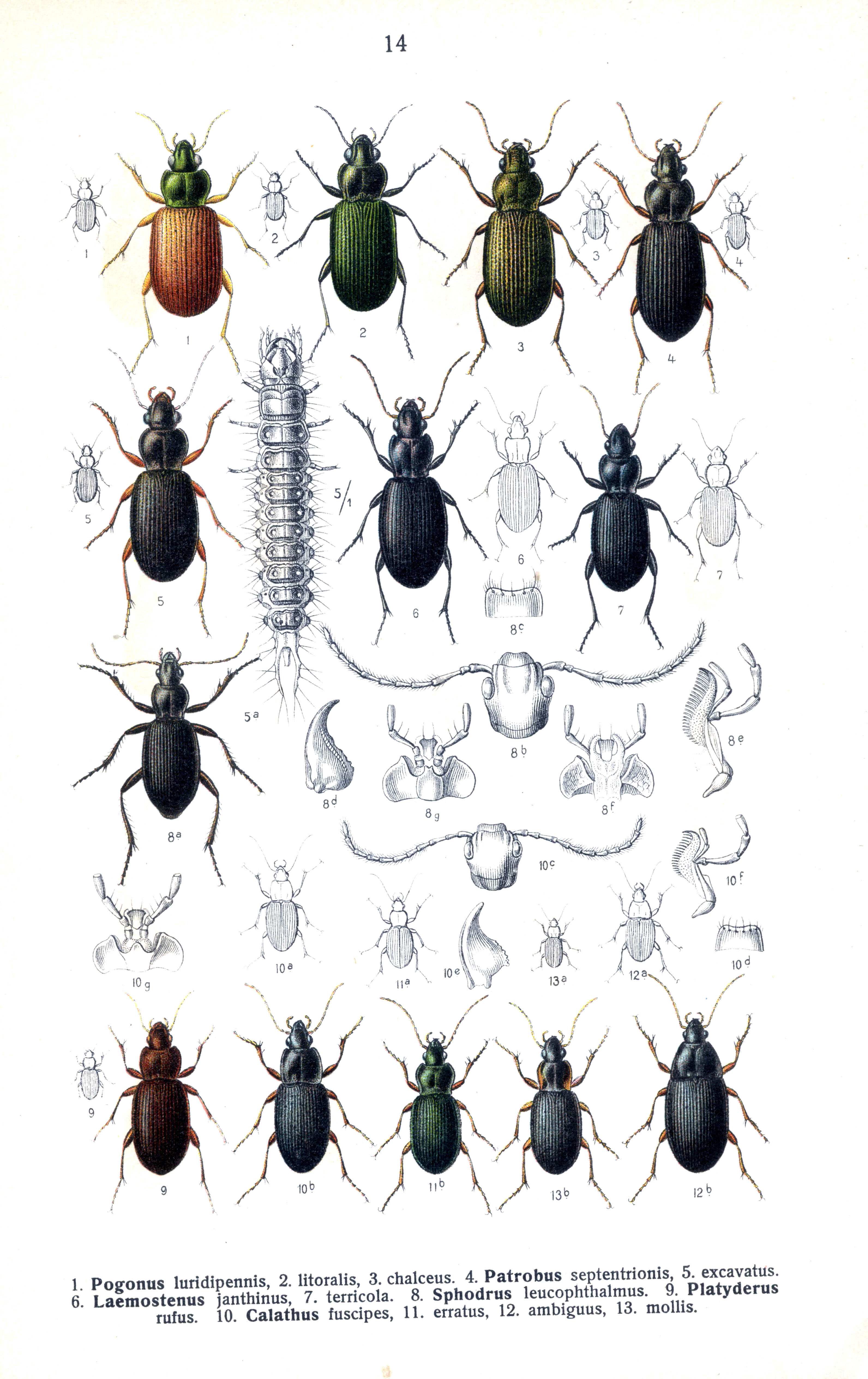